# Psáthi (Paphos)
Pour les articles homonymes, voir Psáthi.
Psáthi (grec moderne : Ψάθι) est un village chypriote situé dans le district de Paphos et comptant plus de 110 habitants.